# سوشکی
سوشکی، سوشکا، نان چای روسی (روسی: су́шки؛ IPA: [ˈsuʂkʲɪ]) حلقه‌های نان کوچک، ترد، نازک و کم شیرین هستند که معمولاً همراه با چای برای دسر خورده می‌شوند.